# Porcellio spatulata
Porcellio spatulata är en kräftdjursart som beskrevs av Barnard1940. Porcellio spatulata ingår i släktet Porcellio och familjen Porcellionidae. Inga underarter finns listade i Catalogue of Life.